# Dicranomyia (Dicranomyia) lewisi
Dicranomyia (Dicranomyia) lewisi is een tweevleugelige uit de familie steltmuggen (Limoniidae). De soort komt voor in het Neotropisch gebied.